# Наколец
Наколец (на македонска литературна норма: Наколец) е село в югозападната част на Северна Македония, община Ресен.

## География
Селото се намира в областта Долна Преспа на границата с Гърция, между Преспанското езеро от запад и Пелистер от изток. През землището на селото тече Брайчинска река.
Селото е купно. Съставено е от Горна, Айровска, Шемшединовска, Шерифовска и Бидовска маала.

## История
В местността Леска край селото са открити останки от селище от римско време.
Според Константин Иречек първото съобщение за рибарското село е от времето на Стефан Душан, когато около 1334 той отнема от Византия рибарите „у Накольцехь“, подвластни на манастира Трескавец в Прилеп.
Селото се споменава в османски дефтер от 1530 година под името Наколич, спахийски зиамет и тимар, с 5 ханета мюсюлмани, 1 мюсюлманин ерген, 39 ханета гяури, 26 ергени гяури и 3 вдовици гяурки.
За най-стара от днешните албански фамилии в Наколец се приемат Ислями (Камбери, Шерифи, Арслани, Бануши и Шемшедини), дошли в селото около 1820 година от Любойно.
В края на XIX век Наколец е село в Долнопреспанска нахия на Битолска каза на Османската империя. В „Етнография на вилаетите Адрианопол, Монастир и Салоника“, издадена в Константинопол в 1878 година и отразяваща статистиката на населението от 1873 година, Николичои (Nicolitchoï) е посочено като село в каза Ресен с 50 домакинства и 60 жители мюсюлмани и 55 българи.
Според българския географ Васил Кънчов („Македония. Етнография и статистика“), през 90-те години на XIX век Николаец има 186 жители българи християни, 30 турци и 70 арнаути мохамедани.
На Етнографската карта на Битолския вилает на Картографския институт в София от 1901 година Нааколец е смесено село българи, албанци и власи в Битолската каза на Битолския санджак с 55 къщи.
По време на Илинденското въстание селото е нападнато от турска войска и башибозук. Изгорени са 28 български къщи и са убити свещеник Христо и старецът Стефан. От селото загива четникът Найден на 25 години.
През декември 1903 година българският владика Григорий Пелагонийски, придружаван от Наум Темчев и Търпо Поповски, пристигат в Преспа, за да раздават помощи на пострадалото при потушаването на Илинденското въстание население. Ахмед ефенди, който е бил полицейски пристав в мюдюрлука в Наколец, разказва на Темчев как са изгорили 20-те български къщи на селото.“ Според официални османски данни по време на въстанието в селото изгарят 28 български къщи.
След потушаването на въстанието в началото на 1904 година цялото село минава под върховенството на Българската екзархия. Според статистиката на секретаря на Екзархията Димитър Мишев („La Macédoine et sa Population Chrétienne“) в 1905 година населението на Наколец се състои от 248 българи екзархисти и 120 албанци. В селото има българско училище, построено през 1899 година, а българската църква „Свети Никола“ е от 1884 година. В селото има и по-нова църква „Свети Никола“, построена на брега на Преспанското езеро.
По време на българското управление в Македония през Първата световна война Наколец е център на община в Ресенска околия, в която влизат Брайчино, Долно Дупени, Крани, Любойно, Сливница, Харвати и Щърбово. Към 1917 година жителите на Наколец са 550 души. По време на сръбското управление, през 1921 година общинският център е преместен в Любойно, но общината продължава да се нарича „Наколечка“.
Според преброяването от 2002 година селото има 262 жители, от които:
| Националност     | Всичко |
| северномакедонци | 81     |
| албанци          | 158    |
| турци            | 0      |
| роми             | 15     |
| власи            | 0      |
| сърби            | 0      |
| бошняци          | 0      |
| други            | 0      |

## Личности
Родени в Наколец
- Наум, български революционер, ръководител на селския комитет и войвода на селската чета на ВМОРО[18]
- Ристе Наум, българин, православен, арестуван преди април 1904 година, обвинен в „присъединяване към българския бунтовнически комитет и употреба на оръжие в битките против османската войска“,[19] осъден от Извънредния съд на 5 години каторга, лежал в Битолския затвор, амнистиран с общата амнистия от 12 април 1904 година[20]
- Ристо Василевски (р. 1943), северномакедонски поет и есеист
- Тасе Цветко, българин, православен, арестуван преди април 1904 година, обвинен в „присъединяване към българския бунтовнически комитет и употреба на оръжие в битките против османската войска“, осъден от Извънредния съд на 5 години каторга, лежал в Битолския затвор, амнистиран с общата амнистия от 12 април 1904 година[20]
- Христо Дина, българин, православен, арестуван преди април 1904 година, обвинен в „присъединяване към българския бунтовнически комитет и употреба на оръжие в битките против османската войска“, осъден от Извънредния съд на 5 години каторга, лежал в Битолския затвор, амнистиран с общата амнистия от 12 април 1904 година[21]